# Consuelo Rumí
María del Consuelo Rumí Ibáñez (Almería, 31 de octubre de 1957) es una política española. Entre el 19 de junio de 2018 y el 30 de enero de 2020 fue Secretaria de Estado de Migraciones en el Ministerio de Trabajo, Migraciones y Seguridad Social en el primer gobierno de Pedro Sánchez.
En anteriores gobiernos ha sido Secretaria de Estado de Función Pública (2010-2011) y Secretaria de Estado de Inmigración y Emigración durante el gobierno de José Luis Rodríguez Zapatero. De 2015 a junio de 2018 fue concejala del Ayuntamiento de Almería por el PSOE.

## Biografía
Nacida en Almería, es licenciada en Psicología por la Universidad de Almería y funcionaria en el sector de la enseñanza desde 1978. Ha sido directora de varios centros escolares y coordinadora de cursos de formación del profesorado. Activista sindical en la Unión General de Trabajadores (UGT), donde ingresó en 1982, ha asumido entre otras responsabilidades la secretaría general de Federación de Trabajadores de la Enseñanza FETE-UGT de Almería (1990-1995) o la secretaría de acción institucional federal de FETE-UGT (1995-1997). 
En 1990 ingresó en el Partido Socialista Obrero Español (PSOE).
Entre 1995 y 1997 fue miembro del Consejo Escolar del Estado (1995-1997), y entre 1994-1997 del Consejo Social de la Universidad de Almería.

### Trayectoria institucional
Entre 2000 y 2004 fue diputada al Congreso por Almería y Secretaria de Políticas Sociales y Migratorias del PSOE. Posteriormente con la llegada a la presidencia del gobierno de José Luis Rodríguez Zapatero asumió la secretaría de Estado de Inmigración y Emigración en el Gobierno del PSOE, en la legislatura 2004-2008 con Jesús Caldera al frente del Ministerio de Trabajo y Asuntos Sociales siguiendo en el cargo en el mandato iniciado en 2008 con Celestino Corbacho como ministro.  Bajo su dirección se realizó una regularización de 500.000 inmigrantes que se encontraban en situación irregular, a principios de la VIII legislatura.  También desarrolló el plan estratégico de ciudadanía e integración y un fondo para la integración y refuerzo educativo de este colectivo para comunidades autónomas y ayuntamientos. Por otro lado acordó un pacto en materia de inmigración con sindicatos y patronal, del que se derivó el reglamento que desarrolla la Ley de Extranjería y participó en la nueva política de relaciones con los países del África subsahariana. Por otro lado puso en marcha un plan de modernización de las oficinas de Extranjería y llevó al Parlamento un Estatuto del Emigrante.
En marzo de 2010 asumió Secretaría de Estado para la Función Pública hasta diciembre de 2011.
En las elecciones municipales de 2015 se integra como número 4 en la candidatura socialista a la alcaldía de Almería, siendo elegida concejala de la corporación almeriense para la legislatura 2015-2019. Dimitió el 15 de junio de 2018 al ser nombrada Secretaria de Estado de Migraciones en el Ministerio de Trabajo, Migraciones y Seguridad Social  que lidera Magdalena Valerio en el gobierno socialista de Pedro Sánchez. Entre sus primeras actuaciones con el nuevo cargo estuvo la gestión de la llegada del barco Aquarius y dos buques italianos al puerto de Valencia con la llegada de 629 migrantes que fueron acogidos por razones humanitarias.